# Fraktion der Progressiven Allianz der Sozialdemokraten im Europäischen Parlament
Die Fraktion der Progressiven Allianz der Sozialdemokraten im Europäischen Parlament (auch Progressive Allianz der Sozialdemokraten, englisch Progressive Alliance of Socialists & Democrats, kurz S&D, von 2009 bis 2014 Fraktion der Progressiven Allianz der Sozialisten & Demokraten im Europäischen Parlament) ist eine Fraktion im Europäischen Parlament. Sie umfasst die Mitglieder der Sozialdemokratischen Partei Europas (SPE) sowie weitere Mitglieder, die keiner Partei auf europäischer Ebene angehören, aber programmatisch der Sozialdemokratie nahestehen. Mit insgesamt 136 Europaabgeordneten (Stand 25. März 2025) ist sie die zweitgrößte Fraktion des Parlaments.
Fraktionsvorsitzende ist die Spanierin Iratxe García Pérez. Sie löste nach der Europawahl 2019 Udo Bullmann ab, der seit 20. März 2018 die Fraktion geführt hatte. Zweiter Vorsitzender ist der Niederländer Mohammed Chahim.

## Fraktionsvorstand
Die Fraktion wählte im Juni 2024 ihren Fraktionsvorstand für die Wahlperiode 2024 bis 2029:
- Iratxe García Pérez (Vorsitzende)
- Camilla Laureti  (stellvertretende Vorsitzende)
- Mohammed Chahim (stellvertretender Vorsitzender)
- Ana Catarina Mendes (stellvertretende Vorsitzende)
- Christophe Clergeau (stellvertretender Vorsitzender)
- Gabriele Bischoff (stellvertretende Vorsitzende)
- Alex Agius Saliba (stellvertretender Vorsitzender)
- Heléne Fritzon (stellvertretende Vorsitzende)
- Yannis Maniatis (stellvertretender Vorsitzender)
- Kathleen van Brempt (stellvertretende Vorsitzende)
- Eero Heinäluoma (Schatzmeister)

## Mitglieder der Fraktion
| Land         | Partei                                                                  | Partei         | Abgeordnete | Abgeordnete |
| Land         | National                                                                | Europa- partei | Anzahl      | Mitglieder |
| ------------ | ----------------------------------------------------------------------- | -------------- | ----------- | --- |
| Belgien      | Parti Socialiste                                                        | SPE            | 2/22        | Estelle Ceulemans, Elio Di Rupo |
| Belgien      | Vooruit                                                                 | SPE            | 2/22        | Kathleen Van Brempt, Bruno Tobback |
| Bulgarien    | Bulgarische Sozialistische Partei                                       | SPE            | 2/17        | Zwetelina Penkowa, Kristian Wigenin |
| Dänemark     | Socialdemokraterne                                                      | SPE            | 3/15        | Niels Fuglsang, Christel Schaldemose, Marianne Vind |
| Deutschland  | Sozialdemokratische Partei Deutschlands                                 | SPE            | 14/96       | Katarina Barley, Gabriele Bischoff, Udo Bullmann, Delara Burkhardt, Vivien Costanzo, Tobias Cremer, Matthias Ecke, Jens Geier, Bernd Lange, Maria Noichl, René Repasi, Sabrina Repp, Birgit Sippel, Tiemo Wölken |
| Estland      | Sotsiaaldemokraatlik Erakond                                            | SPE            | 2/7         | Marina Kaljurand, Sven Mikser |
| Finnland     | Suomen sosialidemokraattinen puolue                                     | SPE            | 2/15        | Maria Guzenina, Eero Heinäluoma |
| Frankreich   | Parti socialiste                                                        | SPE            | 10/81       | Christophe Clergeau, Claire Fita, Jean-Marc Germain, Pierre Jouvet, François Kalfon, Murielle Laurent, Nora Mebarek, Emma Rafowicz, Chloé Ridel, Eric Sargiacomo |
| Frankreich   | Place publique                                                          | SPE (I)        | 3/81        | Raphaël Glucksmann, Aurore Lalucq, Thomas Pellerin-Carlin |
| Griechenland | Kinima Allagis                                                          | SPE            | 3/21        | Sakis Arnaoutoglou, Giannis Maniatis, Nikos Papandreou |
| Irland       | Labour Party                                                            | SPE            | 1/14        | Aodhán Ó Ríordáin |
| Italien      | Partito Democratico                                                     | SPE            | 20/76       | Lucia Annunziata, Brando Benifei, Stefano Bonaccini, Annalisa Corrado, Antonio Decaro, Giorgio Gori, Elisabetta Gualmini, Camilla Laureti, Giuseppe Lupo, Pierfrancesco Maran, Alessandra Moretti, Dario Nardella, Pina Picierno, Matteo Ricci, Sandro Ruotolo, Cecilia Strada, Irene Tinagli, Raffaele Topo, Alessandro Zan, Nicola Zingaretti                                                                     |
| Italien      | Democrazia Solidale                                                     | SPE (I)        | 1/76        | Marco Tarquinio |
| Kroatien     | Socijaldemokratska partija Hrvatske                                     | SPE            | 4/12        | Biljana Borzan, Romana Jerković, Predrag Matić († 23. August 2024), Tonino Picula, Marko Vešligaj (seit 5. September 2024) |
| Lettland     | Sociāldemokrātiskā partija „Saskaņa“                                    | SPE            | 1/9         | Nils Ušakovs |
| Litauen      | Lietuvos socialdemokratų partija                                        | SPE            | 2/11        | Vytenis Andriukaitis, Vilija Blinkevičiūtė |
| Luxemburg    | Lëtzebuerger Sozialistesch Arbechterpartei                              | SPE            | 1/6         | Marc Angel |
| Malta        | Partit Laburista                                                        | SPE            | 3/6         | Alex Agius Saliba, Daniel Attard, Thomas Bajada |
| Niederlande  | Partij van de Arbeid                                                    | SPE            | 4/31        | Mohammed Chahim, Marit Malij, Thijs Reuten, Lara Wolters |
| Österreich   | Sozialdemokratische Partei Österreichs                                  | SPE            | 5/20        | Elisabeth Grossmann, Hannes Heide, Evelyn Regner, Andreas Schieder, Günther Sidl |
| Polen        | Nowa Lewica                                                             | SPE            | 3/53        | Robert Biedroń, Joanna Scheuring-Wielgus, Krzysztof Śmiszek |
| Portugal     | Partido Socialista                                                      | SPE            | 8/21        | Francisco Assis, André Franqueira Rodrigues, Isilda Gomes, Sérgio Gonçalves, Ana Catarina Mendes, Bruno Rocha Gonçalves, Carla Tavares, Marta Temido |
| Rumänien     | Partidul Social Democrat                                                | SPE            | 11/33       | Adrian-Dragoș Benea, Gheorghe Cârciu, Vasile Dîncu, Gabriela Firea, Maria Grapini, Claudiu Manda, Roxana Mînzatu (bis 30. November 2024), Ștefan Mușoiu, Victor Negrescu, Dan Nica, Mihai Tudose, Andi-Lucian Cristea (seit 2. Dezember 2024) |
| Schweden     | Sveriges socialdemokratiska arbetareparti                               | SPE            | 5/21        | Johan Danielsson, Adrian Dibrani, Sofie Eriksson, Heléne Fritzon, Evin Incir |
| Slowenien    | Socialni demokrati                                                      | SPE            | 1/9         | Matjaž Nemec |
| Spanien      | Partido Socialista Obrero Español/ Partit dels Socialistes de Catalunya | SPE            | 20/61       | Laura Ballarín Cereza, José Cepeda, Jonás Fernández Álvarez, Lina Gálvez Muñoz, Iratxe García Pérez, Sandra Gómez López, Nicolás González Casares, Alícia Homs Ginel, Hana Jalloul, Juan Fernando López Aguilar, Javier López Fernández, César Luena, Cristina Maestre, Idoia Mendía, Javier Moreno Sanchez, Leire Pajín, Marcos Ros Sempere, Ignacio Sánchez Amor, Elena Sancho Murillo, Rosa María Serrano Sierra |
| Ungarn       | Demokratikus Koalíció                                                   | SPE            | 2/21        | Klára Dobrev, Csaba Molnár |
| Zypern       | Dimokratiko Komma                                                       | SPE (I)        | 1/6         | Kostas Mavridis |
| Gesamt       | Gesamt                                                                  | Gesamt         | 136/720     | |

- Weiß: Mitglieder der Sozialdemokratischen Partei Europas (131)
- Grau: Individuelle Mitglieder der SPE (5)

## Geschichte
In der damaligen Parlamentarischen Versammlung der Europäischen Gemeinschaft für Kohle und Stahl wurde am 23. Juni 1953 erstmals eine Sozialistische Fraktion (auch Sozialdemokratische Fraktion, englisch Socialist Group, französisch Groupe socialiste) eingerichtet. Seit den 1970er Jahren bis zur Europawahl 1999 war sie die stärkste Fraktion des fortentwickelten Europäischen Parlaments. Nach der Gründung der SPE als europäische politische Partei 1992 wurde die Fraktion am 21. April 1993 in Fraktion der Sozialdemokratischen Partei Europas umbenannt. Am 20. Juli 2004 wurde die Fraktion zur Unterscheidung von SPE wieder in Sozialistische Fraktion im Europäischen Parlament umbenannt.
Unter heutigem Namen wurde die S&D am 23. Juni 2009 nach der Europawahl 2009 gegründet. Mit der Umbenennung sollte die Einbindung der italienischen Partito Democratico (PD) ermöglicht werden: Diese Mitte-links-Partei war 2007 aus verschiedenen Parteien hervorgegangen, die zuvor im Europäischen Parlament teils der sozialdemokratischen, teils der liberalen Fraktion angehörten. Da einige PD-Mitglieder eine Selbstbezeichnung als „Sozialisten“ ablehnten, sollte ihnen durch den neuen Namen eine Zustimmung zu der gemeinsamen Fraktion erleichtert werden. Vier Abgeordnete der PD gehörten zeitweise der Europäischen Demokratischen Partei an. Anfang 2014 trat die PD auch der SPE bei.
| Offizieller Name der Fraktion                                                    | Offizielle Abkürzung | Fraktionsvorsitzender | Herkunftsland          | nationale Partei    | Amtsantritt                                 | Ende der Amtszeit |
| -------------------------------------------------------------------------------- | -------------------- | --------------------- | ---------------------- | ------------------- | ------------------------------------------- | ----------------- |
| Fraktion der Sozialdemokraten                                                    | S                    | Guy Mollet            | Frankreich             | SFIO                | 23. Juni 1953                               | 1956              |
| Fraktion der Sozialdemokraten                                                    | S                    | Hendrik Fayat         | Belgien                | PSB                 | 1956                                        | 1958              |
| Sozialdemokratische Fraktion                                                     | SOC                  | Pierre-Olivier Lapie  | Frankreich             | SFIO                | 1958                                        | 1959              |
| Sozialdemokratische Fraktion                                                     | SOC                  | Willi Birkelbach      | Deutschland            | SPD                 | 1959                                        | 1964              |
| Sozialdemokratische Fraktion                                                     | SOC                  | Käte Strobel          | Deutschland            | SPD                 | 1964                                        | 1967              |
| Sozialdemokratische Fraktion                                                     | SOC                  | Francis Vals          | Frankreich             | SFIO                | 1967                                        | 1974              |
| Sozialdemokratische Fraktion                                                     | SOC                  | Georges Spénale       | Frankreich             | PS                  | 1974                                        | 1975              |
| Sozialdemokratische Fraktion                                                     | SOC                  | Ludwig Fellermaier    | Deutschland            | SPD                 | 1975                                        | 16. Juni 1979     |
| Sozialdemokratische Fraktion                                                     | SOC                  | Ernest Glinne         | Belgien                | PS                  | 17. Juni 1979                               | 23. Juni 1984     |
| Sozialdemokratische Fraktion                                                     | SOC                  | Rudi Arndt            | Deutschland            | SPD                 | 24. Juni 1984                               | 24. Juni 1989     |
| Sozialdemokratische Fraktion                                                     | SOC                  | Jean-Pierre Cot       | Frankreich             | PS                  | 25. Juni 1989                               | 21. Apr. 1993     |
| Fraktion der Sozialdemokratischen Partei Europas                                 | SPE                  | Jean-Pierre Cot       | Frankreich             | PS                  | 21. Apr. 1993                               | 18. Juli 1994     |
| Fraktion der Sozialdemokratischen Partei Europas                                 | SPE                  | Pauline Green         | Vereinigtes Königreich | Labour              | 19. Juli 1994                               | 19. Juli 1999     |
| Fraktion der Sozialdemokratischen Partei Europas                                 | SPE                  | Enrique Barón Crespo  | Spanien                | PSOE                | 20. Juli 1999                               | 19. Juni 2004     |
| Sozialdemokratische Fraktion im Europäischen Parlament                           | SPE                  | Martin Schulz         | Deutschland            | SPD                 | 20. Juni 2004                               | 22. Juni 2009     |
| Fraktion der Progressiven Allianz der Sozialdemokraten im Europäischen Parlament | S&D                  | Martin Schulz         | Deutschland            | SPD                 | 23. Juni 2009                               | 17. Jan. 2012     |
| Fraktion der Progressiven Allianz der Sozialdemokraten im Europäischen Parlament | S&D                  | Hannes Swoboda        | Österreich             | SPÖ                 | 17. Jan. 2012                               | 18. Juni 2014     |
| Fraktion der Progressiven Allianz der Sozialdemokraten im Europäischen Parlament | S&D                  | Martin Schulz         | Deutschland            | SPD                 | 18. Juni 2014                               | 1. Juli 2014      |
| Fraktion der Progressiven Allianz der Sozialdemokraten im Europäischen Parlament | S&D                  | Gianni Pittella       | Italien                | Partito Democratico | 1. Juli 2014                                | März 2018         |
| Fraktion der Progressiven Allianz der Sozialdemokraten im Europäischen Parlament | S&D                  | Udo Bullmann          | Deutschland            | SPD                 | 21. März 2018 (zuvor bereits kommissarisch) | 18. Juni 2019     |
| Fraktion der Progressiven Allianz der Sozialdemokraten im Europäischen Parlament | S&D                  | Iratxe García Pérez   | Spanien                | PSOE                | 18. Juni 2019                               | 2020 amtierend    |